# Ковалів Юрій Іванович
Ю́рій Іва́нович Ковалі́в (нар. 13 квітня 1949, Біла Церква) — український поет, критик, літературознавець, педагог, професор кафедри історії української літератури, теорії літератури та літературної творчості Інституту філології КНУ імені Тараса Шевченка. Доктор філологічних наук (1995). Професор (1998). Лауреат Шевченківської премії (1996).

## Життєпис
Юрій Іванович Ковалів народився 13 квітня 1949 року в місті Біла Церква Київської області в робітничій сім'ї. Тут навчався, працював на заводі «Радіокераміка» токарем.
У 1967 році Юрій Ковалів вступив на філологічний факультет Київського педагогічного інституту імені Максима Горького (нині — Національний педагогічний університет імені Михайла Драгоманова).
1971 року закінчив інститут. Після цього викладав українську мову та літературу в сільських школах Білоцерківського району (Острійки, Мала Вільшанка).
1981 року працював кореспондентом газети «Зірка». Того ж року вступив до аспірантури Інституту літератури імені Тараса Шевченка АН УРСР, де навчався до 1984 року. Потім працював тут на посадах від молодшого до провідного наукового співробітника, захистив кандидатську (1985) і докторську (1995) дисертації, засвоїв школу Леоніда Новиченка.
Займаючись науковою роботою, не покидав освіти, викладав у різні роки у Переяславському відділенні Київського педагогічного інституту імені Максима Горького, у Всеукраїнському інституті підвищення кваліфікації педагогічних працівників, в Інституті підвищення кваліфікації вчителів імені Бориса Грінченка, у Київському державному лінгвістичному університеті, у Міжнародному інституті лінгвістики і права.
Від 1998 року — професор кафедри історії української літератури, теорії літератури та літературної творчості Інституту філології Київського національного університету імені Тараса Шевченка.

## Творчість і наукова діяльність
Від 1963 року виступав у періодичних виданнях як поет, автор збірок «Трилисник» (1971), «Очима любові» (1980), «Чорний вершник» (2003).
Від 1980 року брав участь у літературному процесі України як літературний критик. Член Національної спілки письменників України, свого часу очолював комісію літературних критиків та літературознавців. Нині працює у складі приймальної комісії та конкурсної комісії НСПУ, а також журі із присудження премій імені Олександра Білецького.
Автор близько 200 публікацій (критичні статті, рецензії, огляди тощо), монографій та брошур «Романтична стильова течія в українській радянській літературі 20-30-х років (Микола Бажан, Юрій Яновський, Олекса Влизько, Леонід Первомайський)» (1988), «Літературна дискусія 1925—1928 років» (К., 1991), «Рух естетичної свідомості в українській поезії першої половини XX століття» (К., 1996, в одному екземплярі), «Українська поезія першої половини XX століття» (К., 2000), «„Празька школа“: на крутосхилах від „філософії серця“ до „філософії чину“» (К., 2003).
Упорядкував та прокоментував 11 том 12-томного Зібрання творів Павла Тичини (К., 1988), упорядкував, прокоментував, написав передмови до видань «Поезії» (К.,1988) Дмитра Фальківського «Вибране» (К.,1991) Юрія Клена, «Атом серця: Українська поезія першої половини XX століття» (1992, 1993), «Антологія української поезії другої половини XX сторіччя» (К., 2001), упорядник (близько 75 % статей) та співредактор «Літературознавчого словника-довідника» (К., 1997), співавтор колективної монографії «20-і роки: дискусії, полеміки» (К., 1991), «Історії української літератури XX століття» у двох томах, трьох книгах (К., 1993—1995), перевиданої у двох книгах (К., 1998), за яку авторський колектив здобув Шевченківську премію (1996).
Співавтор підручника та хрестоматії «Українська література» (К., 1998) для 11 класу середньої школи. Написав навчальну програму для вищих закладів освіти «Історія української літератури» від найдавніших часів до кінця 20 століття, схвалену вченою радою КДЛУ та кафедрою української і світової літератури Міжнародного інституту лінгвістики і права, підтриманої філологічним факультетом (1999) Київського національного університету.
Автор-упорядник двотомної «Літературознавчої енциклопедії» (Київ, 2007).
Працював (два терміни) в експертній раді при ВАКу України, нині — у вченій раді та спецраді Інституту філології Київського національного університету імені Тараса Шевченка. Має аспірантів та докторанта. Веде спецсемінари та спецкурси «Інтертекстуальний зріз сучасної української літератури», «Жанрово-стильові модифікації в українській літературі XX століття», «Поліметодологічна модель естетичної рецепції художньої літератури», «Літературна герменевтика: наближення до адекватного прочитання тексту», «Дискурс постмодернізму в контексті української літератури».
Один із засновників Товариства «Меморіал» імені Василя Стуса, перед установчими зборами (1989) — голова Статутної комісії «Меморіалу».
У грудні 2023 Юрій Ковалів дозволив поширення «Літературознавчої енциклопедії» на умовах CC BY 4.0.

## Нагороди, премії, звання
- Національна премія України імені Тараса Шевченка (1996, авторський колектив, за навчальний посібник «Історія української літератури XX ст.» у 2-х книгах)[4].
- Заслужений працівник освіти України (21.11.2008)[5].

## Родина
Колишня дружина, поетеса Олеся Мудрак-Ковалів, дочка Даринка.
Старша дочка, Оксана (1980), наукова співробітниця в Інституті мистецтвознавства, фольклористики та етнології імені М. Т. Рильського.